# 유시상
유시상(Jussi)은 핀란드의 영화상으로, 핀란드의 아카데미상으로도 불린다. 1944년 11월 16일 헬싱키에서 처음으로 개최되었으며, 유럽 내 가장 오래된 영화상으로도 여겨진다. 트로피는 석고로 제작되며, 모자를 쓰고 서 있는 남성의 모양이다.